# Christopher Krämer
Christopher Josef Krämer (ur. 6 października 1995 roku) – niemiecki zapaśnik walczący w stylu klasycznym. Zajął dwunaste miejsce na mistrzostwach świata w 2023, a także na mistrzostwach Europy w 2017 i 2023. Jedenasty na igrzyskach europejskich w 2019. Piąty w Pucharze Świata w 2017.
Mistrz Niemiec w 2015, 2016, 2019 i 2022; drugi w 2018 roku.